# Bokurano
Bokurano (jap. ぼくらの, dt. „Unser“) ist ein Manga des japanischen Zeichners Mohiro Kitoh, der von 2003 bis 2009 als Serie im monatlich erscheinenden Manga-Magazin Ikki gedruckt wurde.
Eine auf dem Manga basierende, 24 Folgen umfassende Anime-Serie gleichen Namens wurde 2007 im japanischen Fernsehen ausgestrahlt. Letztere wurde vom Zeichenstudio Gonzo unter der Leitung von Hiroyuki Morita produziert. Weiterhin erschien 2009 eine von Renji Ōki geschriebene Light-Novel-Serie namens Bokurano: Alternative, die eine abgewandelte Geschichte erzählt, auf die jedoch auch Kitoh selbst Einfluss nahm.

## Handlung
Während eines Aufenthaltes in einem Sommercamp finden fünfzehn Kinder eine abseits gelegene Höhle am Meer. In dieser finden sie eine Vielzahl von Computern und elektronischen Geräten. Schließlich taucht auch deren Besitzer auf, ein Mann, der sich selbst als „Kokopelli“ vorstellt. Kokopelli behauptet, gerade ein Spiel zu programmieren, in dem ein riesiger Roboter die Erde gegen außerirdische Invasoren verteidigt. Er drängt die Kinder dazu, das Spiel zu testen und in einen „Vertrag“ einzuwilligen. Bis auf eines der Kinder entschließen sich alle, den Vertrag abzuschließen. Im nächsten Moment erwachen sie jedoch alle am Strand außerhalb der Höhle und glauben, sie hätten nur geträumt.
In der folgenden Nacht tauchen plötzlich zwei gigantische Roboter am Strand auf. Ein kleines, fliegendes Wesen namens Koemushi (コエムシ) erscheint vor den Kindern und erklärt, er sei ab sofort ihr Berater. Koemushi teleportiert die Kinder ins Cockpit eines der beiden Roboter, wo sich Kokopelli bereits befindet. Dieser steuert den Roboter und besiegt den anderen. Dabei erklärt er den Kindern die Steuerung des Roboters, die ausschließlich durch deren Gedanken erfolgt. Nachdem der Gegner besiegt ist, meint Kokopelli, die Kinder seien nun auf sich gestellt und teleportiert sie wieder an den Strand. Eines der Kinder hört, wie er leise „Es tut mir leid.“ murmelt.
In den folgenden Kapiteln werden nacheinander die Kämpfe der verschiedenen Kinder gegen die feindlichen Roboter beschrieben. Der Fokus liegt dabei immer auf dem aktuellen Piloten, dessen Alltag und Hintergrundgeschichte während des Kampfes beschrieben werden.
Takashi Waku (和久 隆) ist der erste Pilot des Roboters, den die Kinder inzwischen Zearth (ジアース, shiāsu) nennen. Nachdem er seinen Kampf gewonnen hat, wird er von Jun Ushiro (宇白 順), einem anderen Kind, versehentlich gestoßen und fällt daraufhin über eine Klippe ins Meer. Der zweite Pilot, Masaru Kodaka (小高 勝), gewinnt seinen Kampf ebenfalls, verliert jedoch währenddessen seinen Vater. Noch bevor er in der Lage ist, dies wirklich zu begreifen, stirbt auch er ohne erkennbare Ursache. Koemushi erklärt den übrigen Kindern, dass der Roboter durch die Lebenskraft seines Piloten angetrieben wird. Aus diesem Grund stirbt jeder, der den Roboter einmal gesteuert hat unweigerlich.
Auch die nächsten Piloten, Daiichi Yamura (矢村 大一) und Mako Nakarai (半井 摩子), sterben direkt nachdem sie gewonnen haben. Isao Kako (加古 功), der als nächster Pilot an der Reihe wäre, hat zu große Angst vor dem Tod und weigert sich, den Roboter zu steuern. Um eine Niederlage im Kampf zu verhindern, schreitet Chizuru Honda (本田 千鶴) ein und tötet Isao. Somit wird sie der nächste Pilot und besiegt den feindlichen Roboter. Zuvor will sie jedoch Rache an einem Lehrer nehmen, der sie vergewaltigt und geschwängert hatte. Nur ihre Schwester verhindert, dass sie ihn umbringt. Nach dem Kampf gegen den feindlichen Roboter sterben sowohl sie, als auch ihr ungeborenes Kind.
Während Kunihiko Mojis (門司 邦彦) Kampf stellt sich heraus, dass auch der gegnerische Roboter von Menschen gesteuert wird, die jedoch offensichtlich aus einem parallelen Universum stammen. Koemushi erklärt den Kindern daraufhin, dass bei einem Scheitern im Kampf das Universum des Piloten ausgelöscht wird. Dies ist laut ihm der eigentliche Sinn der Roboterkämpfe.

## Veröffentlichung

### Manga
Bokurano wurde von Mohiro Kitoh geschrieben und illustriert. Das erste Kapitel wurde im Dezember 2003 im monatlich erscheinenden Seinen-Magazin Ikki Ausgabe 1/2004 (25. November 2003) veröffentlicht, wo auch alle folgenden Kapitel bis zum Ende der Serie im 25. Juni 2009 (Ausgabe 8/2009) abgedruckt wurden. Von Juni 2004 bis Dezember 2009 wurden die Kapitel in 11 Sammelbänden (Tankōbon) zusammengefasst.
Der Manga wurde von Viz Media für den nordamerikanischen Raum lizenziert. Seit dem 23. Juli 2009 wird die englischsprachige Version des Mangas über die Website der englischen Fassung von Ikki veröffentlicht. Am 16. Februar 2010 erschien der erste Sammelband in den USA.
Auch für den Vertrieb in Frankreich, Italien, Südkorea und Taiwan fand eine Lizenzierung statt.
Im Januar 2008 erschien außerdem im Verlag Shogakukan das Begleitbuch Bokurano Official Book (ISBN 978-4-09-188399-5).

### Anime
Auf Grundlage des Mangas wurde von Gonzo unter der Regie von Hiroyuki Morita eine Anime-Fernsehserie namens Bokurano produziert. Diese hat 24 Folgen und wurde vom 9. April bis zum 26. September 2007 nach Mitternacht (und damit am vorigen Fernsehtag) wöchentlich von den japanischen Fernsehsendern Sun TV und TV Kanagawa erstausgestrahlt, etwa gleichzeitig aber auch auf TV Tokyo und TV Aichi, sowie AT-X.
Zwischen dem 25. Juli 2008 und dem 26. März 2008 erschienen in Japan außerdem alle Folgen auf insgesamt acht DVDs.
Auffällig ist, dass sich der Anime besonders in den späteren Folgen immer stärker von der Handlung des Mangas löst. Hiroyuki Morita begründet dies in einem Blogeintrag als Folge seiner starken Abneigung gegen den späteren Handlungsverlauf des Mangas, in dem ein großer Teil der Hauptcharaktere stirbt. In einem Gespräch gab ihm Kitoh freie Hand, die Geschichte nach seinen Vorstellungen zu verändern solange er dabei nicht unglaubwürdige Handlungswendungen einfügt.
Der Soundtrack zur Serie wurde von Yūji Nomi geschrieben. Das Vorspann-Titellied Uninstall (アンインストール, aninsutōru) und die Abspannlieder Little Bird und Vermillion stammen von Chiaki Ishikawa.

#### Synchronisation
| Rolle           | japanischer Sprecher (Seiyū) |
| --------------- | ---------------------------- |
| Kokopelli       | Hiroki Tōchi                 |
| Takashi Waku    | Daisuke Sakaguchi            |
| Masaru Kodaka   | Sōichirō Hoshi               |
| Daiichi Yamura  | Tomokazu Sugita              |
| Mako Nakarai    | Yuka Iguchi                  |
| Isao Kako       | Yoshinori Fujita             |
| Chizuru Honda   | Ao Takahashi                 |
| Kunihiko Moji   | Kōki Miyata                  |
| Maki Ano        | Kumiko Higa                  |
| Yōsuke Kirie    | Shintarō Asanuma             |
| Takami Komoda   | Mamiko Noto                  |
| Aiko Tokosumi   | Yui Makino                   |
| Kanji Yoshikawa | Kenji Nojima                 |
| Kana Ushiro     | Kana Asumi                   |
| Yōko Machi      | Yūko Sanpei                  |

### Light Novel
Im Juni 2009 erschienen fünf Bände der Light Novel Bokurano: Alternative (jap. ぼくらの〜alternative〜) von Renji Ōki. Diese erzählt einen alternativen Handlungsverlauf auf Basis des Mangas. Dabei führt sie neue Charaktere ein, die jedoch, genau wie Teile der Handlung, unter Mitwirken von Mohiro Kitoh entstanden.